# Survivor Series: WarGames 2022
Survivor Series WarGames 2022 è la trentaseiesima edizione dell'omonimo evento in pay-per-view prodotto annualmente dalla WWE e si è svolto il 26 novembre 2022 al TD Garden di Boston, Massachusetts ed è stato trasmesso in diretta su Peacock negli Stati Uniti e sul WWE Network nel resto del mondo.
È stata la terza edizione dell'evento, dopo quelle del 1998 e del 2002, a non includere il classico Survivor Series elimination match, che in questo caso è stato sostituito dal WarGames match.

## Storyline
Dopo aver difeso con successo il Raw Women's Championship contro Becky Lynch a SummerSlam, Bianca Belair ebbe un confronto verbale con la rientrante Bayley, accompagnata da Dakota Kai e Iyo Sky. La sera successiva, a Raw, Bayley, Kai e Sky attaccarono brutalmente Lynch, infortunandola al braccio, per poi iniziare una rivalità con Belair, Alexa Bliss e Asuka, sconfiggendole in un six-woman tag team match a Clash at the Castle. Mentre Belair mantenne il titolo femminile contro Bayley sia ad Extreme Rules che a Crown Jewel, Bliss e Asuka batterono Kai e Sky per conquistare il WWE Women's Tag Team Championship durante la puntata di Raw del 31 ottobre, salvo poi perderlo proprio a favore di queste ultime dopo pochi giorni di regno a causa del turn heel di Nikki Cross. Nella puntata di Raw del 7 novembre, Belair, Bliss e Asuka sfidarono dunque Bayley, Kai, Sky e Cross ad un WarGames match per Survivor Series. La settimana seguente, la rientrante Mia Yim si unì al team di Belair, mentre Bayley reclutò Rhea Ripley come ultimo membro della sua squadra. Nella puntata di Raw del 21 novembre, Ripley sconfisse Asuka per ottenere il vantaggio delle entrate durante l'incontro dell'evento, invece quattro giorni dopo, a SmackDown, la rientrante Lynch si rivelò essere l'ultimo membro del team Belair.
Durante il mese di ottobre, i Brawling Brutes (Butch e Ridge Holland) iniziarono una faida con i vari membri della Bloodline, culminata con la sconfitta di Holland e Butch a Crown Jewel in un match valevole per l'Undisputed WWE Tag Team Championship degli Usos. Nella puntata di SmackDown dell'11 novembre, i Brawling Brutes ebbero nuovamente un duro alterco fisico con Solo Sikoa, Sami Zayn e gli Usos, causando anche il coinvolgimento del leader della Bloodline, l'Undisputed WWE Universal Champion Roman Reigns, e di Drew McIntyre. La settimana successiva, venne dunque annunciato che i Brawling Brutes, McIntyre e il rientrante Kevin Owens avrebbero affrontato l'intera Bloodline in un WarGames match alle Survivor Series. Nella puntata di SmackDown del 25 novembre, McIntyre e Sheamus batterono poi gli Usos per ottenere il vantaggio delle entrate durante l'incontro dell'evento.
Nella puntata di SmackDown dell'11 novembre, Shotzi vinse un six-pack challenge che comprendeva anche Liv Morgan, Raquel Rodriguez, Sonya Deville, Lacey Evans e Xia Li, diventando la prima sfidante allo SmackDown Women's Championship di Ronda Rousey per Survivor Series.
Durante il mese di ottobre, AJ Styles riformò l'O.C. coi rientranti Luke Gallows e Karl Anderson, portando avanti la propria rivalità col Judgment Day, che prevalse tuttavia in un six-man tag team match a Crown Jewel grazie all'aiuto decisivo di Rhea Ripley. Nella puntata di Raw del 7 novembre, Styles reclutò la rientrante Mia Yim nell'O.C. come rinforzo per ovviare alle interferenze di Ripley e, la settimana successiva, sfidò Finn Bálor ad un match per Survivor Series.
Nella puntata di Raw del 7 novembre, Seth Rollins indisse una open challenge per difendere il suo United States Championship, con Bobby Lashley che rispose alla sfida, ma l'incontro tra i due non incominciò poiché quest'ultimo attaccò brutalmente Rollins prima dell'inizio del match. Subito dopo, Austin Theory incassò a sorpresa il contratto del Money in the Bank ai danni di Rollins, ma venne sconfitto a causa dell'interferenza di Lashley, fallendo dunque l'incasso della valigetta e la conquista del titolo statunitense. Due settimane dopo, venne sancito che Rollins avrebbe difeso lo United States Championship contro Lashley e Theory in un triple threat match alle Survivor Series.

## Risultati
| # | Match | Stipulazioni                                              | Durata |
| - | --- | --------------------------------------------------------- | ------ |
| 1 | Bianca Belair, Alexa Bliss, Asuka, Mia Yim e Becky Lynch hanno sconfitto Bayley, Iyo Sky, Dakota Kai, Nikki Cross e Rhea Ripley | Wargames match                                            | 39:40  |
| 2 | AJ Styles (con Karl Anderson e Luke Gallows) ha sconfitto Finn Bálor (con Damian Priest e Dominik Mysterio)                     | Single match                                              | 18:25  |
| 3 | Ronda Rousey (c; con Shayna Baszler) ha sconfitto Shotzi per sottomissione                                                      | Single match per il WWE SmackDown Women's Championship    | 7:15   |
| 4 | Austin Theory ha sconfitto Seth Rollins (c) e Bobby Lashley                                                                     | Triple threat match per il WWE United States Championship | 14:50  |
| 5 | Roman Reigns, gli Usos, Solo Sikoa e Sami Zayn (con Paul Heyman) hanno sconfitto Kevin Owens, Drew McIntyre e i Brawling Brutes | Wargames match                                            | 38:30  |